# ふ・わ・ふ・ら
『ふ・わ・ふ・ら』は、1986年6月5日に発売されたうしろゆびさされ組の1枚目のスタジオ・アルバム。発売元はキャニオン・レコード。

## 概要
既発シングル「うしろゆびさされ組」「バナナの涙」「象さんのすきゃんてぃ」を含む全10曲。
2008年の再発盤（Myこれ!チョイスシリーズ）については、全シングルAB面の8曲（既に本作収録の4曲を除く）を追加した『ふ・わ・ふ・ら+シングルコレクション』として発売。

## 収録曲

### LP・CT

#### A面
1. SE・KI・LA・LA
  - 作詞：秋山道男
  - 作曲・編曲：後藤次利
2. バナナの涙
  - 作詞：秋元康
  - 作曲・編曲：後藤次利

アルバムバージョンで収録。
3. 偏差値BOY
  - 作詞：沢ちひろ
  - 作曲・編曲：後藤次利
4. お呼びじゃないの
  - 作詞：沢ちひろ
  - 作曲：芹澤廣明
  - 編曲：Light House Project

ゆうゆのソロ曲。
5. 猫舌ごころも恋のうち
  - 作詞：秋元康
  - 作曲・編曲：後藤次利

#### B面
1. うしろゆびさされ組
  - 作詞：秋元康
  - 作曲：後藤次利
  - 編曲：佐藤準

アルバムバージョンで収録。
2. 上手な恋の飲みかた
  - 作詞：沢ちひろ
  - 作曲：陣内孝則
  - 編曲：Light House Project
3. ジャンケンポンのヒロイン
  - 作詞：秋元康
  - 作曲・編曲：後藤次利
4. 天使のアリバイ
  - 作詞：沢ちひろ
  - 作曲：陣内孝則
  - 編曲：Light House Project
5. 象さんのすきゃんてぃ
  - 作詞：秋元康
  - 作曲・編曲：後藤次利

### CD
1. SE・KI・LA・LA
2. バナナの涙
3. 偏差値BOY
4. お呼びじゃないの
5. 猫舌ごころも恋のうち
6. うしろゆびさされ組
7. 上手な恋の飲みかた
8. ジャンケンポンのヒロイン
9. 天使のアリバイ
10. 象さんのすきゃんてぃ

### ふ・わ・ふ・ら+シングルコレクション
1. SE・KI・LA・LA
2. バナナの涙
3. 偏差値BOY
4. お呼びじゃないの
5. 猫舌ごころも恋のうち
6. うしろゆびさされ組
7. 上手な恋の飲みかた
8. ジャンケンポンのヒロイン
9. 天使のアリバイ
10. 象さんのすきゃんてぃ
11. 女学生の決意
  - 作詞：秋元康
  - 作曲：西崎憲
  - 編曲：山川恵津子
12. あぶないサ・カ・ナ
  - 作詞：沢ちひろ
  - 作曲・編曲：芹澤廣明
13. 渚の『・・・・・』
  - 作詞：秋元康
  - 作曲・編曲：後藤次利
14. のっとおんりぃ★ばっとおるそう
  - 作詞：秋元康
  - 作曲・編曲：後藤次利
15. 技ありっ!
  - 作詞：秋元康
  - 作曲・編曲：後藤次利
16. わたしは知恵の輪 (puzzling)
  - 作詞：沢ちひろ
  - 作曲・編曲：後藤次利
17. かしこ
  - 作詞：秋元康
  - 作曲・編曲：後藤次利
18. ピタゴラスをぶっとばせ
  - 作詞：沢ちひろ
  - 作曲・編曲: 後藤次利